# デランシー・ストリート/エセックス・ストリート駅
デランシー・ストリート/エセックス・ストリート駅（Delancey Street/Essex Street）はニューヨーク市地下鉄の複合駅であり、BMTナッソー・ストリート線とIND6番街線が駅舎を共有している。マンハッタンのロウアー・イースト・サイドにあるウィリアムズバーグ橋西側のデランシ－・ストリート - エセックス・ストリート交差点に設けられている。
以下の運行系統が乗り入れている。
- F系統およびJ系統：終日
- M系統：深夜帯以外
- Z系統：ラッシュ時・混雑方向の千鳥停車列車

線路部分は2階建になっており、上層がBMTナッソー・ストリート線（エセックス・ストリート駅）、下層がIND6番街線（デランシ－・ストリート駅）になっている。IND6番街線ホームの上にメザニンが設けられ、両線の間で乗り換える乗客をさばいている。INDとBMTとは元々別会社だったため、1948年7月1日まで改札内連絡通路は設けられていなかった。終日営業の出入口がデランシー・ストリートの北側とエセックス・ストリートの両側に設けられている。

## 駅構造
| G  | 地上階                                           | 出入口 |
| B1 | 北改札                                           | 改札、出入口 |
| B1 | 相対式ホーム、右側ドアが開く                     | |
| B1 | 西行線                                           | ← ブロード・ストリート駅行き（バワリー駅） ← 平日：フォレスト・ヒルズ-71番街駅行き（ブロードウェイ-ラファイエット・ストリート駅） |
| B1 | 中央線                                           | → 平日・深夜帯：ジャマイカ・センター-パーソンズ/アーチャー駅行き（マーシー・アベニュー駅）→ 週末：メトロポリタン・アベニュー駅行き（マーシー・アベニュー駅）→ 夕ラッシュ：ジャマイカ・センター-パーソンズ/アーチャー駅行き（マーシー・アベニュー駅）→ |
| B1 | 島式ホーム、中央線は右側、東行線は左側ドアが開く | |
| B1 | 東行線                                           | → 週末：ジャマイカ・センター-パーソンズ/アーチャー駅行き（マーシー・アベニュー駅）→ 平日：メトロポリタン・アベニュー駅行き（マーシー・アベニュー駅）→                                                                                                 |
| B1 | 路面電車 路盤                                    | 非常口、ロウラインの計画あり |
| B2 | 南改札                                           | 改札、出入口 |
| B3 | 相対式ホーム、右側ドアが開く                     | 相対式ホーム、右側ドアが開く |
| B3 | 北行線                                           | ← ジャマイカ-179丁目駅行き（2番街駅） |
| B3 | 南行線                                           | → コニー・アイランド-スティルウェル・アベニュー駅行き（イースト・ブロードウェイ駅）→ |
| B3 | 相対式ホーム、右側ドアが開く                     | |

### 出入口
| 場所                                                           | 数                               |
| -------------------------------------------------------------- | -------------------------------- |
| デランシー・ストリート - エセックス・ストリート交差点 北西角   | 1                                |
| デランシー・ストリート - エセックス・ストリート交差点 南西角   | 1                                |
| デランシー・ストリート - エセックス・ストリート交差点 北東角   | 2（1つは出場専用HEET自動改札機） |
| デランシー・ストリート - エセックス・ストリート交差点 南東角   | 2（1つは出場専用HEET自動改札機） |
| デランシー・ストリート - ノーフォーク・ストリート交差点 北西角 | 1                                |
| デランシー・ストリート - ノーフォーク・ストリート交差点 北東角 | 1                                |

## BMTナッソー・ストリート線
BMTナッソー・ストリート線エセックス・ストリート駅（Essex Street）は島式ホームおよび相対式ホームを各1面と3線を有する地下駅である。1913年まではデランシー・ストリート直下に位置しながらデランシー・ストリート駅と呼ばれていた。相対式ホームにウィリアムズバーグ橋方面から来る列車が停車し、他の2線は島式ホームを使用する。中央の線路は以前は混雑方向用急行線だったが、現在は平日および深夜のウィリアムズバーグ橋経由南行J・Z系統と週末のM系統区間列車が使用している。
2004年の構内配線見直しで、旧北行緩行線は営業運転から外された。それ以降、この北行緩行線は2010年まで臨時にチェンバーズ・ストリート駅からの転線に使われただけである。1976年から2010年までの間は、当駅からブロードウェイ-ラファイエット・ストリート駅までのクリスティー・ストリート連絡線を走行する定期列車はなかった。2010年6月に、M系統がIND6番街線経由でフォレスト・ヒルズ-71番街駅方面へ経路が変更された際に、平日に限り使用を再開した。2014年には週末のM系統が当駅まで延長され、中央線で折り返す。それ以外の時間帯は、J・Z系統が中央線を使用する。
ブルックリン方面ホームの隣には閉鎖された路面電車の終着停留場がある。1908年から1948年までウィリアムズバーグ橋を渡ってブルックリンの各方面行きの路面電車に使用され、壁と8つの折り返しループ線に対して約3 - 4線の線路がある。
地下鉄の駅はこの停留場横に1908年9月16日に開業した。駅は1911年から1913年にかけて直通運転用に再建され、センター・ストリート地下鉄がチェンバーズ・ストリート駅まで延長された。地下鉄は4線あるのに対し、当駅は2面3線となっていた。 4線の地下鉄駅が必要な場合は、路面電車停留場の部分を通り、その西で地下鉄に合流するための4本目の線路があった。
何年もの間、高架列車の運行は非常に集中的であり、駅の4本目の線路は混雑を処理するのに役立っていたが、路面電車も利用者が多かったことから、拡張は提案されなかった。これにより、最南端の線路の南側に2番目の単式ホームが追加され、直接路面電車の停留場に行けるようになっていた。島式ホームは取り壊されて、4本目の線路のスペースを確保するか、4本目の線路は最南端の線路に隣接して建設され、単式ホーム2面で島式ホーム1面を挟む構造にする構想があった。
路面電車の運行が1948年に終了した後、橋の以前の軌道区域は自動車車線に再構築され、路面からの新しい傾斜路が以前の下り坂の傾斜路を閉鎖し、この停留場に至った。しかし、停留場自体は空のままで、小さな部分が物置と非常口に改造された程度であった。空いたスペースは、計画された地下公園であるロウラインの提案された場所である。

### ギャラリー

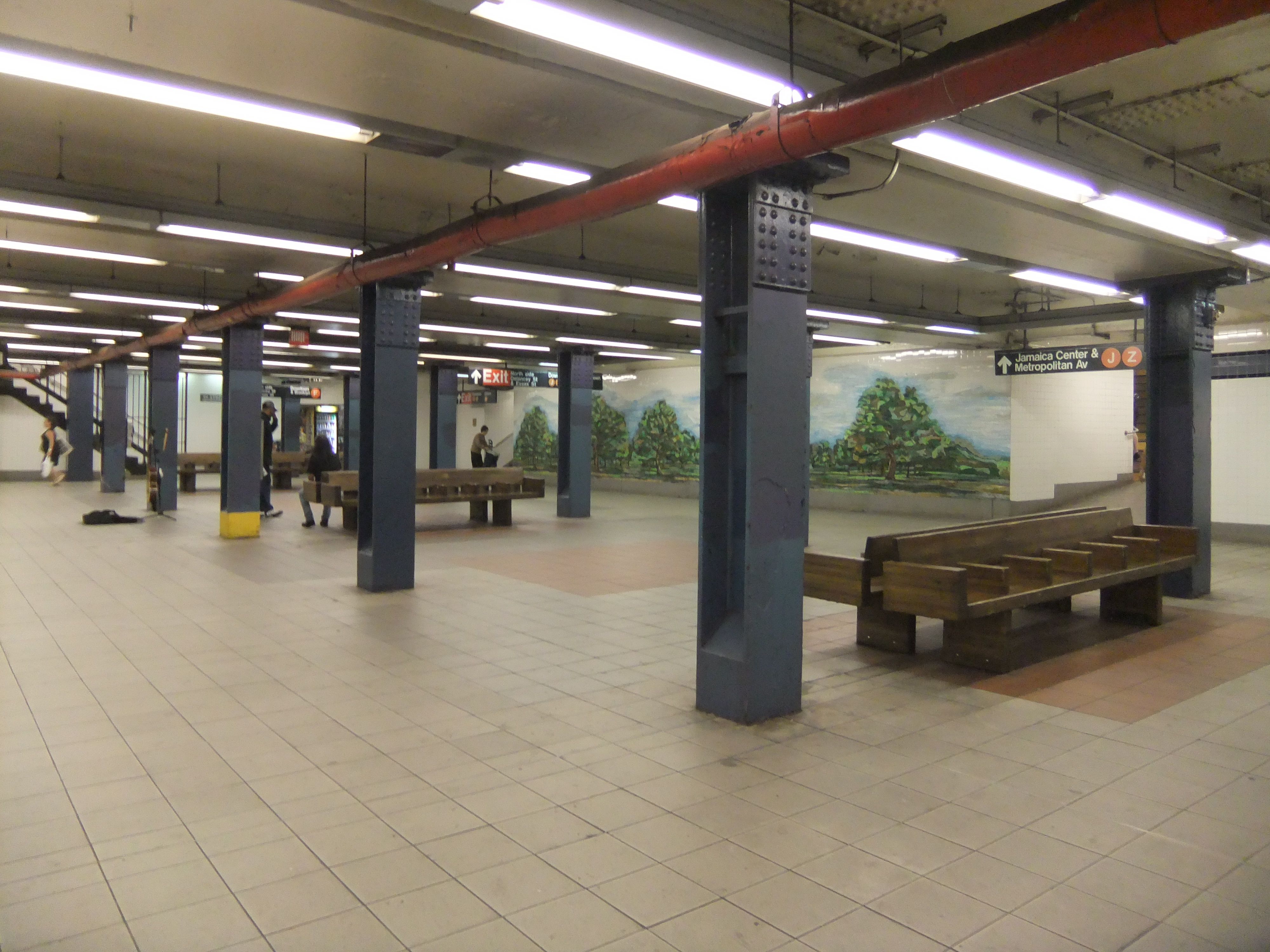
北行線の待合所

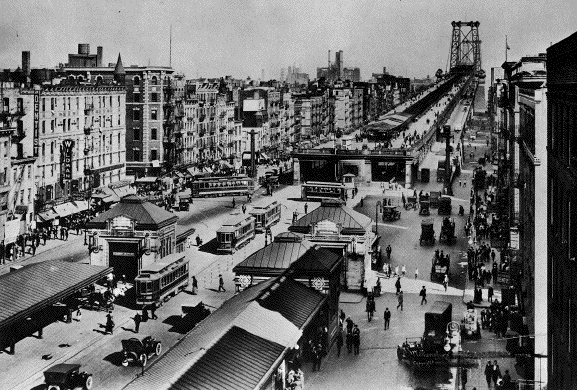
1919年のウィリアムズバーグ橋とデランシー・ストリートの様子。中央からは地下の路面電車ターミナル、左からは地下鉄駅に下っている。手前にはマンハッタンの路面電車の待合所が見える。
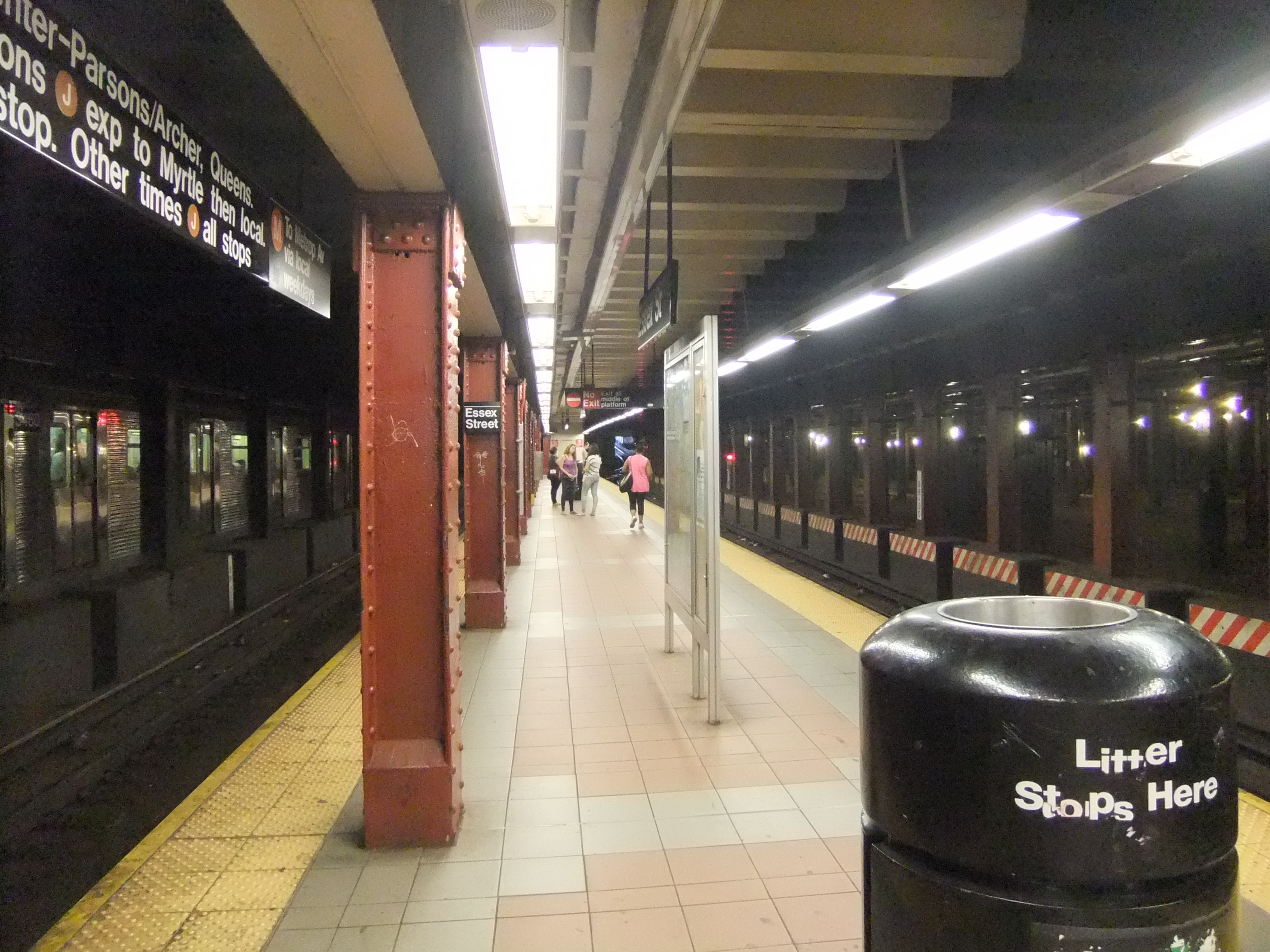
東行ホームの様子
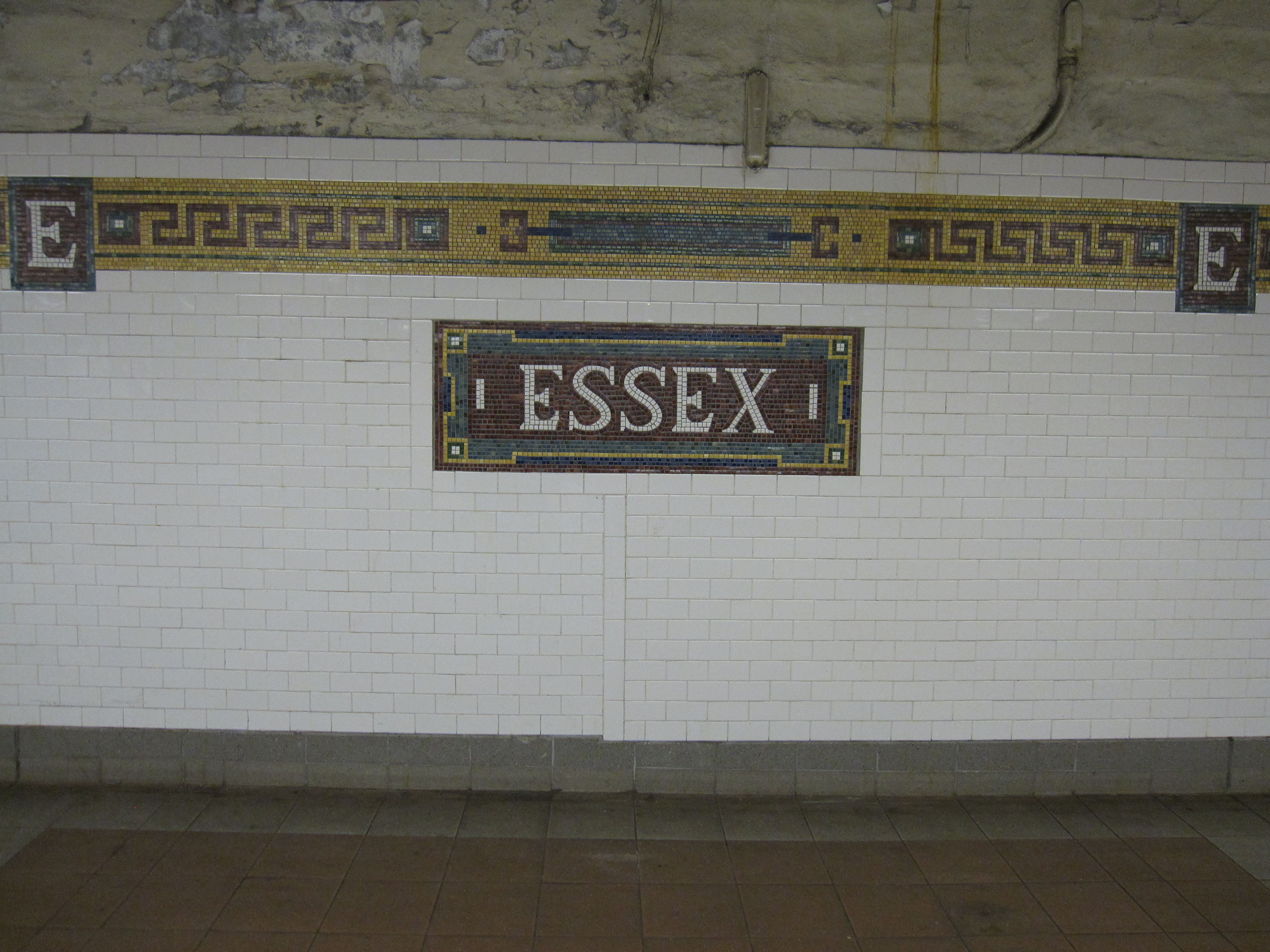
駅名標
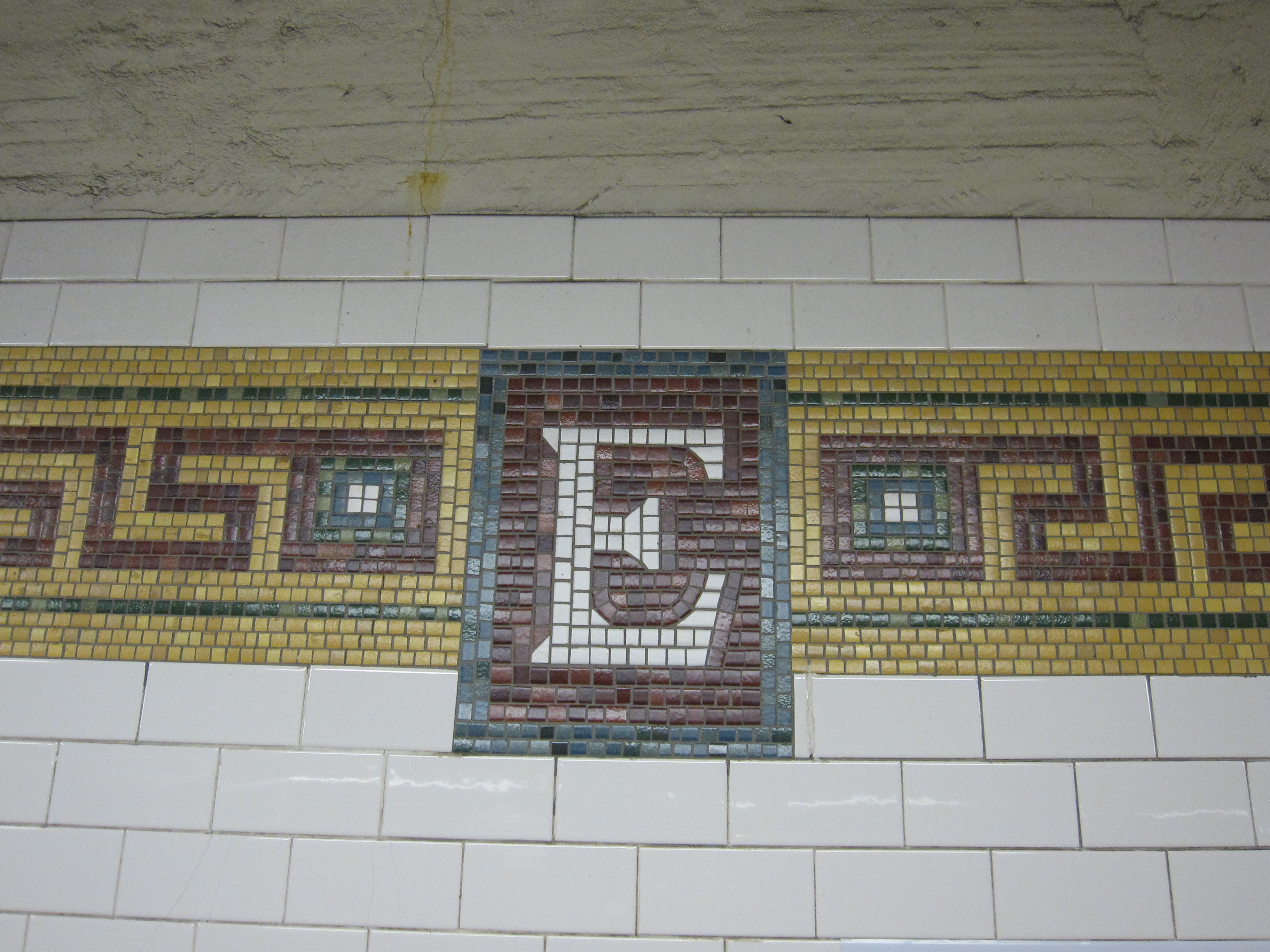
銘板
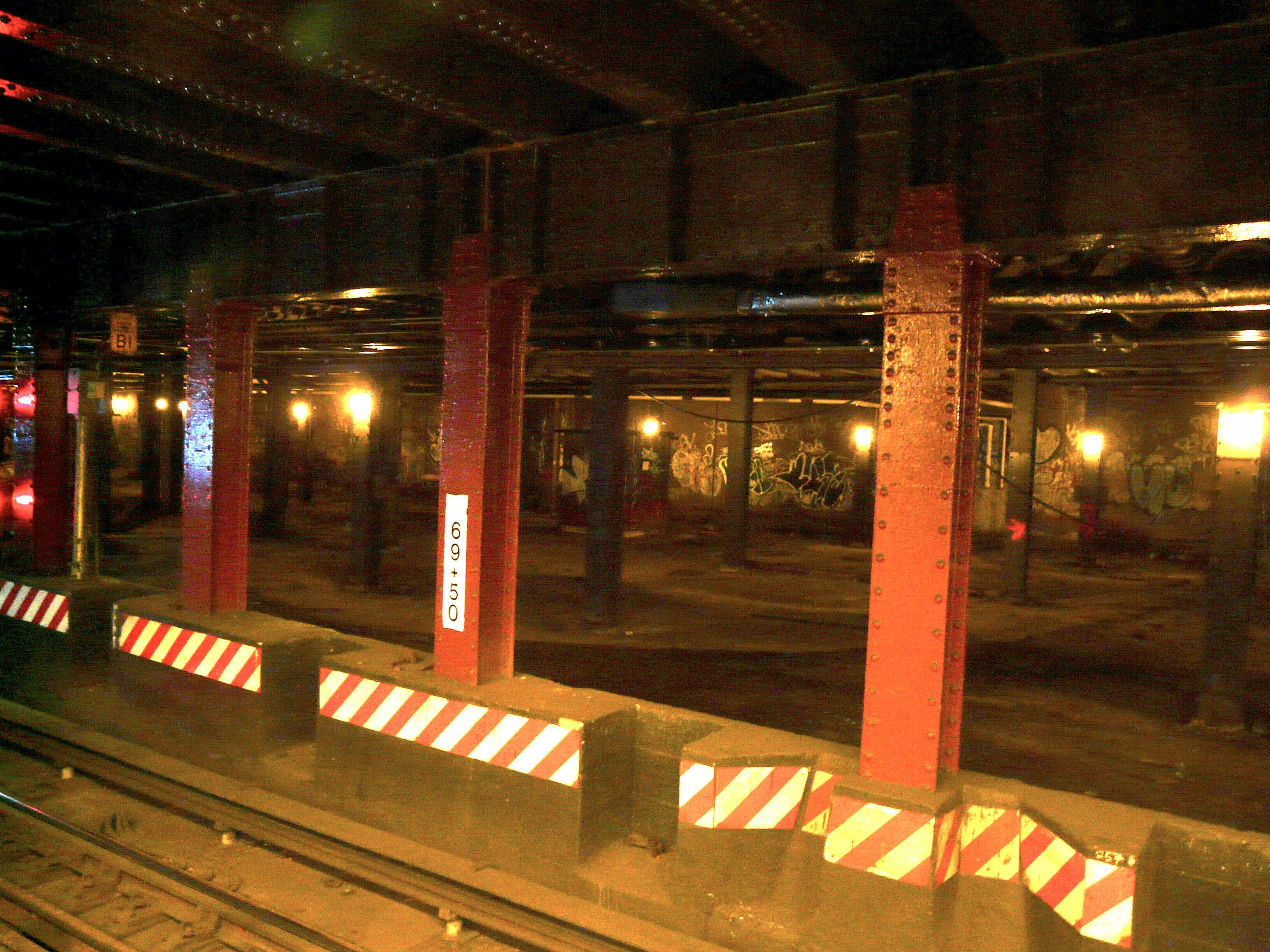
廃止された路面電車ターミナル
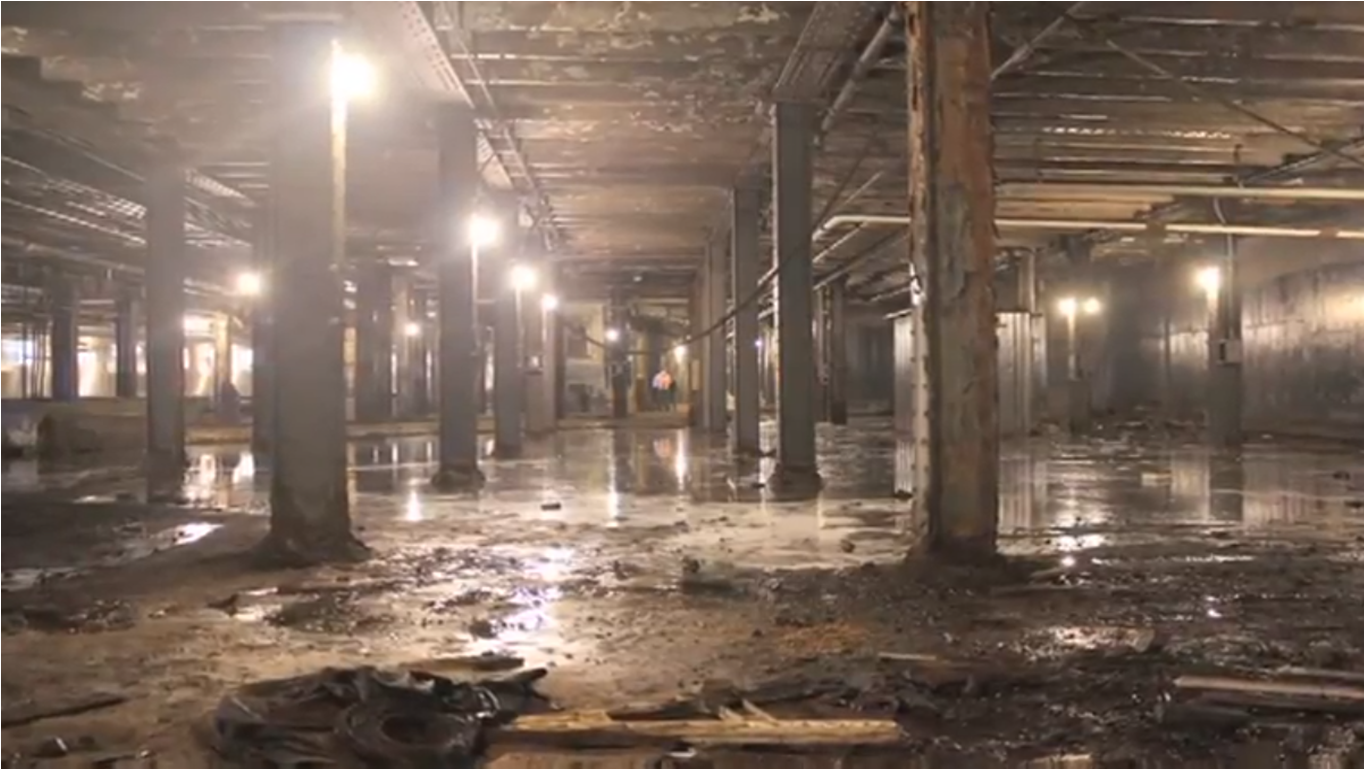
廃止された路面電車ターミナル

## IND6番街線
IND6番街線デランシー・ストリート駅（Delancey Street）は相対式ホーム2面2線の駅である。デランシー・ストリート南側に時間営業の改札があり、通りに出る階段が2本設けられている。IND6番街線の上を直交しているBMTナッソー・ストリート線との間は、ホーム上連絡通路を介して繋がっている。以前は駅北側のリビングトン・ストリートと南側のブルーム・ストリートにも改札があり、それぞれに6本ずつ階段があって通りに出ることができたが、現在はすべて撤去されている。リビングトン・ストリート - エセックス・ストリート交差点 南東角の階段だけは残っているが、物置として使われている。この階段はエセックス・ストリート市場の建屋裏にあるのですぐ見つけることができる。ホーム壁面には黒で縁取りされた紫のタイル帯が施されている。駅名標は開業当時のもののレプリカが取り付けられている。最近の駅構内修繕工事の慣例からは外れているが、ホームの柱には1本おきに大きな "D" の銘板が取り付けられている。
2004年に2つのアートワークが設置された。どちらもMing Fayが制作したもので、ダウンタウン側にShad Crossingが、アップタウン側にDelancey Orchardが、それぞれ設置された。

### ギャラリー
- 北行線の待合所

### 備考
1. 1 2 3    系統 と 系統は進行方向は同じでも路線案内上の方向は逆になる。